# The Legend of Zelda: Ocarina of Time 3D
The Legend of Zelda: Ocarina of Time 3D (ゼルダの伝説 時のオカリナ 3D?, Zeruda no Densetsu Toki no Ocarina 3D) è un videogioco creato per la console Nintendo 3DS e remake del videogioco The Legend of Zelda: Ocarina of Time per Nintendo 64. Primo videogioco della serie sbarcato su Nintendo 3DS, dopo appena un mese dall'uscita ha raggiunto il milione di vendite.
La storia è la stessa della prima versione con qualche cambiamento, come l'aggiunta di due "Pietre Sheikah" che permettono al giocatore di vedere alcuni video di aiuto e la possibilità di sfidare di nuovo i boss. Una volta finito il gioco sarà possibile scegliere tra modalità normale e la più difficile Master Quest che è speculare rispetto all'originale, analogamente alla versione per Wii di Twilight Princess.
Altra differenza importante dall'originale è la traduzione completa in italiano.

## Trama
Nel gioco il protagonista Link riceve una missione dall'Albero Deku, eliminare dalla terra di Hyrule la minaccia di Ganondorf, il signore della tribù dei Gerudo, che vuole usare il potere della Triforza (un artefatto divino creato da tre dee con il potere di esaudire i desideri) per i suoi scopi. Da bambino deve ricevere le tre pietre spirituali, mentre da adulto deve riunire i 6 saggi sconfiggendo i boss dei vari santuari situati all'interno del gioco per poter imprigionare Ganondorf dopo averlo sconfitto.

## Modalità di gioco
Il gameplay del remake è molto simile alla versione originale, anche se sono state apportate alcune modifiche al gioco. Una nuova caratteristica è l'uso del Touch screen per attivare gli oggetti, gli stivali, e le tuniche. Inoltre, il touchscreen può essere utilizzato per suonare le note dell'Ocarina.
Il gioco utilizza il giroscopio del Nintendo 3DS per guardarsi intorno e puntare l'arco, il boomerang, e la fionda, in prima persona, a meno che il giocatore non scelga di usare il classico Circle Pad.

Oltre al gioco originale la versione per Nintendo 3DS ha anche la master Quest'con il mondo specchiato, e una nuova modalità Boss Challenger che permette al giocatore di combattere tutti i boss, uno alla volta, o tutti di seguito, sia
nella versione "normale" che nella master quest, dove il campo di gioco è specchiato e i boss danneggiano il doppio il giocatore.
Un'altra novità è l'inserimento di brevi video d'aiuto (detti Visions) per i nuovi giocatori che non sanno come proseguire nel gioco o hanno difficoltà nel risolvere gli enigmi. Per ovviare al fatto che la funzione rumble non è disponibile per il Nintendo 3DS, lo Stone of Agony è stato sostituito dalla Shard of Agony, una pietra con lo stesso scopo che, in vicinanza di un segreto, emette un segnale acustico.

## Oggetti
Come nella versione originale per Nintendo 64, Link durante il gioco ha a disposizione molti oggetti.

## Sviluppo
Originariamente Shigeru Miyamoto disse che Ocarina of Time 3D, pur essendoci la possibilità di essere sviluppato come un gioco completo, era semplicemente una tech demo, ma successivamente Nintendo of America, tramite la sua pagina di Twitter, annunciò ufficialmente la produzione di una versione per Nintendo 3DS di Ocarina of Time. Il gioco venne scelto insieme a Lylat Wars perché erano due dei giochi che erano limitati a causa dell'hardware del Nintendo 64 e perciò gli sviluppatori volevano farne una nuova versione su un hardware più avanzato. Il designer della serie, Shigeru Miyamoto, disse che nel pubblicare la riedizione del gioco era molto importante fare attenzione al tempo, perché non voleva che uscisse troppo vicino alla pubblicazione della versione per Nintendo 64; Inoltre un altro motivo per cui ha voluto aspettare è che voleva che i giocatori che avevano giocato a Ocarina of Time quando erano giovani giocassero a Ocarina of Time 3D a metà dei vent'anni. Voleva anche far sperimentare ai giocatori il "maestoso scenario di Hyrule in 3D stereoscopico" e la sensazione di "essere realmente lì".Ocarina of Time 3D va a una velocità di 30 fps, un incremento rispetto ai 20 fps di Ocarina of Time per Nintendo 64. Ocarina of Time 3D è stato co-sviluppato da Nintendo e Grezzo.
Secondo Shun Moriya dei Grezzo, alcuni dei bug del gioco originale sono stati volutamente lasciati nella versione per Nintendo 3DS, perché si sono impegnati a lasciare il gioco così come i fan ricordano. "Come programmatori avremmo voluto sbarazzarci dei bug, ma i membri dello staff che hanno provato il vecchio gioco hanno detto che i bug sono divertenti. Non sarebbe stato divertente se non avresti potuto dire ai tuoi amici "la sai questa cosa?", così abbiamo lasciato quelli che non creavano problemi. Quelli che invece non potevano essere lasciati, a malincuore, li abbiamo tolti, e quindi alcuni bug non appaiono. Ma ne abbiamo lasciati quanti abbiamo potuto, così la gente sorriderà maggiormente" ha spiegato Moriya. Eiji Aonuma, produttore del gioco originale, ha detto che il dietro alla decisione di modificare la Master Quest c'era il desiderio di rendere più temibile il remake della classica avventura per Nintendo 64.

### Marketing e pubblicazione
In Australia, tutti coloro che hanno preordinato il gioco da EB Games potevano ricevere l'Ocarina Edition, che comprendeva un'ocarina, simbolo della Triforza, con tanto di spartiti delle canzoni del gioco e un poster. In Grecia, tutti quelli che hanno preordinato il gioco presso il negozio online di Nintendo potevano ricevere 5 oggetti bonus: un'ocarina, un cappello da baseball, un portachiavi, una custodia per il Nintendo 3DS e un barattolo di semi Deku. Nel Regno Unito coloro che hanno preordinato il gioco hanno ottenuto la custodia del gioco con la copertina americana e un poster; Coloro che l'hanno preordinato da Play.com hanno ricevuto una custodia per Nintendo 3DS decorata con lo stesso disegno della confezione del gioco. Negli Stati Uniti, in Europa, Australia e Nuova Zelanda coloro che hanno registrato il gioco sul sito del Club Nintendo hanno ricevuto una copia gratuita della colonna sonora ufficiale del gioco. In Messico i primi acquirenti hanno ricevuto una maglietta.
Nel giugno del 2011, l'attore e comico Robin Williams ha recitato in uno spot per promuovere il gioco insieme alla figlia Zelda Williams, che prende il nome dal personaggio della serie. In Giappone Nintendo ingaggiò la banda Arashi per pubblicizzare il gioco.
Nintendo fece degli spot pubblicitari per tutto il periodo vicino alla pubblicazione del gioco, mostrandone le nuove caratteristiche rispetto alla versione per Nintendo 64 e avviò una campagna stampa sulle riviste specializzate. Il gioco è stato pubblicizzato per tutta la stagione.

## Colonna sonora
In concomitanza con l'uscita del gioco e del 25º anniversario della pubblicazione di The Legend of Zelda, Nintendo ha diffuso gratuitamente, per posta tramite il sito del Club Nintendo, una versione aggiornata del CD della colonna sonora. La nuova versione 3DS della colonna sonora contiene 50 tracce, inclusi tutti i brani originali della versione statunitense della colonna sonora, e nuove tracce rispetto all'edizione giapponese, più un orchestral medley di bonus. Seppur disponibile in tutti i paesi la colonna sonora è stata distribuita solo a coloro che hanno registrato il gioco nel Club Nintendo entro un periodo limitato.

## Recensioni
| Pubblicazione                 | Punteggio                        |
| ----------------------------- | -------------------------------- |
| 1UP.com                       | B+                               |
| Computer and Video Games      | 9.4/10                           |
| Electronic Gaming Monthly     | 9/10                             |
| Eurogamer                     | 10/10                            |
| Famitsū                       | 37/40                            |
| Game Informer                 | 9.25/10                          |
| GameSpot                      | 8.5/10                           |
| IGN                           | 9.5/10                           |
| Nintendo Power                | 9.5/10                           |
| Nintendo World Report         | 9.5/10                           |
| Official Nintendo Magazine    | 98%                              |
| PALGN                         | 9.5/10                           |
| Play Magazine                 | 97/100                           |
| VideoGamer.com                | 10/10                            |
| X-Play                        | 5/5                              |
| Joystiq                       | 9.5/10                           |
| Voti basati su più recensioni |                                  |
| GameRankings                  | 93.99% (basato su 51 recensioni) |
| Metacritic                    | 94/100 (basato su 83 recensioni) |

The Legend of Zelda: Ocarina of Time 3D ha avuto un grande successo di critica. Il gioco ha avuto numerose "hype" per essere un remake di un gioco per Nintendo 64 considerato, secondo le statistiche fornite da GameRankings, il più grande gioco di tutti i tempi. I recensori hanno infatti elogiato la versione " specchiata" della Master Quest, insieme al miglioramento della grafica, della visuale, del controllo di gioco, la nuova Boss Challenge e gli effetti 3D. Il gioco è stato a disposizione del pubblico al Nintendo World 2011 event; il titolo ha attirato molta attenzione e i tempi di attesa per giocare erano più lunghi rispetto a quelli degli altri titoli presentati.
La prima recensione al mondo è stata quella di Nintendo Power, che ha dato al gioco un punteggio di 9.5 su 10, affermando che il gameplay regge straordinariamente bene, e che non sembra mai inferiore a quello a cui ci si è abituati, ma piuttosto un ritorno alle cose basilari. Game Informer ha valutato il gioco 9.25, affermando «With Ocarina of Time 3D, one of the greatest games of all time looks and plays better than ever (con Ocarina of Time 3D, uno dei più grandi giochi di tutti i tempi che si guarda e gioca meglio di sempre)». Hanno inoltre dichiarato «This is the perfect way to introduce it to a new generation of gamers (questa è la via perfetta per introdurlo a una nuova generazione di giocatori)».
Eurogamer è stato talmente soddisfatto del titolo da assegnargli un punteggio perfetto e dire «This game is one of the greatest things that video games have ever achieved (questo gioco è una delle più grandi cose che i videogiochi abbiano mai realizzato)». Official Nintendo Magazine ha valutato il gioco 98%, il voto più alto che abbia mai dato, definendolo «a life-changing game, an experience that defines the medium it inhabits and if you have the chance to experience it afresh, it will be even better (un gioco che cambia la vita, un'esperienza che definisce l'ambiente in cui vive e se si ha la possibilità di giocarla di nuovo, è ancora meglio)». Electronic Gaming Monthly l'ha valutato 9.5 e ha dichiarato «still a transformative action-adventure after 13 years (ancora una trasformazione di azione e avventura dopo 13 anni)» e «Ocarina of Time 3D is still a just as good as the original, though, and it's a must-play for any gamer who's somehow missed it up until now (Ocarina of Time 3D è ancora buono quanto l'originale, però è una gioco obbligatorio per tutti i giocatori che se lo sono, in qualche modo, perso fino ad ora)».
Computer and Video Games ha valutato il gioco 9.4 e ha affermato «still a classic, still an explosion of nostalgia. Ocarina of Time 3D is a blissful rediscovery for veterans and an unmissable opportunity for newcomers (ancora un classico, ancora un'esplosione di nostalgia. Ocarina of Time 3D è una riscoperta felice per i veterani e un'opportunità imperdibile per i nuovi arrivati)». VideoGamer gli ha dato un punteggio perfetto affermando «We knew then that Miyamoto and co had made a classic, but it's only now that we can see just how revolutionary Ocarina of Time actually was (sapevamo che Miyamoto & Co. avevano fatto un classico, ma solo ora possiamo vedere quanto sia rivoluzionario Ocarina of Time in realtà)». Anche GiantBomb gli ha attribuito un punteggio perfetto, ed è anche arrivato a dire «it's almost as important as a historical record as it is a game that's still enjoyable today (è quasi importante quanto un record storico in quanto è un gioco che è piacevole ancor oggi)».
CNN ha dichiarato «this would be a great game for any gamer of any age (questo sarebbe un grande gioco per tutti i giocatori di qualsiasi età)». GameSpot ha valutato il gioco 8.5, dichiarando «Though its roots show through from time to time, the improved visuals remove any barrier of entry that age may have posed. The new elements enhance the core adventure to create the definitive version of this classic game, making Ocarina of Time 3D the best way to embark on (or relive) this landmark adventure (Anche se le sue radici traspaiono di tanto in tanto, la grafica migliorata rimuove qualsiasi barriera di ingresso che l'età può aver posto. I nuovi elementi migliorano l'avventura principale per creare la versione definitiva di questo gioco classico, rendendo Ocarina of Time 3D il miglior modo di intraprendere (o rivivere) questa pietra miliare quale è quest'avventura)». 1UP.com è stato meno positivo per il gioco, che ha valutato B+, e ha dichiarato «As a portable gaming enthusiast, I love being able to play a game of this quality on the go. I just wish as much attention had been paid to the nuts-and-bolts of the game as was lavished on appearance (Come appassionato di giochi portatili, mi piace essere in grado di giocare un gioco di questa qualità in movimento. Vorrei solo la stessa attenzione che era stata rivolta alle cose essenziali come è stato profuso in apparenza)».

### Vendite
In Giappone, Ocarina of Time 3D ha aiutato il Nintendo 3DS a prendere posto nella classifica dell'hardware dopo 12 settimane. Ocarina of Time 3D, con 164.110 unità vendute, nella prima settimana ha debuttato al secondo posto in Giappone. Media Create dice che è pari al 90.02% di tutte le copie che sono state inviate ai negozi per la vendita. Si dice che le azioni di Zelda erano un po' basse in Giappone nel periodo di riferimento, poiché il titolo era disponibile solo per tre giorni nella settimana riferita.
Nel Regno Unito, Ocarina of Time 3D era secondo nella classifica della settimana in cui ha debuttato, e secondo GfK Chart-Track il gioco è stato acquistato da oltre il 20% dei proprietari della console portatile nei primi due giorni.
Nel Nord America, l'inizio del debutto di vendita di Ocarina of Time 3D inizia nella prima settimana; il gioco è in prima posizione della classifica multipiattaforma.
Entro il 30 giugno 2011 il gioco aveva venduto 1,08 milioni di unità in tutto il mondo, diventando così il terzo titolo per Nintendo 3DS a superare il milione di unità vendute; 270.000 di queste sono state vendute in Giappone.